# 数多久遠
数多 久遠（あまた くおん）は、日本の小説家。軍事評論家。

## 人物
元幹部自衛官であることは公言しているが、本名を含め経歴などは非公開。
Kindleダイレクト・パブリッシングで販売していた「黎明の笛」が編集者の目に留まり、作家デビューした。

## 作品リスト

### 単行本
- 『黎明の笛』祥伝社、2014年3月。ISBN 978-4-396-63434-6。
  - 【改題】『黎明の笛 陸自特殊部隊「竹島」奪還』祥伝社〈祥伝社文庫〉、2017年3月。ISBN 978-4-396-34294-4。
- 『深淵の覇者』祥伝社、2015年12月。ISBN 978-4-396-63485-8。
  - 【改題】『深淵の覇者 新鋭潜水艦こくりゅう「尖閣」出撃』祥伝社〈祥伝社文庫〉、2018年8月。ISBN 978-4-396-34444-3。
- 『半島へ 陸自山岳連隊』祥伝社、2017年4月。ISBN 978-4-396-63516-9。
  - 【改題】『悪魔のウイルス 陸自山岳連隊半島へ』祥伝社〈祥伝社文庫〉、2020年5月。ISBN 978-4-396-34629-4。
- 『北方領土秘録 外交という名の戦場』祥伝社、2018年12月。ISBN 978-4-396-63558-9。
  - 【改題】『ルーシ・コネクション 青年外交官芦沢行人』祥伝社〈祥伝社文庫〉、2021年8月。ISBN 978-4-396-34748-2。
- 『機巧のテロリスト』祥伝社、2020年12月。ISBN 978-4-396-63600-5。

#### 航空自衛隊副官怜於奈シリーズ
- 『航空自衛隊副官怜於奈 1』角川春樹事務所〈ハルキ文庫〉、2020年4月。ISBN 978-4-7584-4330-2。
- 『航空自衛隊副官怜於奈 2』角川春樹事務所〈ハルキ文庫〉、2021年5月。ISBN 978-4-7584-4404-0。
- 『航空自衛隊副官怜於奈 3』角川春樹事務所〈ハルキ文庫〉、2022年1月。ISBN 978-4-7584-4453-8。
- 『航空自衛隊副官怜於奈 4』角川春樹事務所〈ハルキ文庫〉、2023年6月18日。ISBN 978-4-7584-4566-5。

## 電子書籍
商業デビューのきっかけとなったKindleダイレクト・パブリッシングの電子書籍は、2018年7月現在も「黎明の笛　KDP版」として販売が続けられている。